# Шарль Адольф Вюрц
Ша́рль Адо́льф Вю́рц (фр. Charles Adolphe Würtz; 26 листопада 1817, Страсбург — 12 травня 1884, Париж) — французький хімік, член Паризької академії наук (1867) і її президент з 1881 р., член-кореспондент Петербурзької АН (1873).

## Біографія
У 1843 отримав ступінь доктора медицини; вивчав хімію у Ю. Лібіха в Гіссені і Ж. Б. Дюма в Парижі. З 1853 професор хімії у Вищій медичній школі в Парижі.

## Роботи Вюрца
Роботи Вюрца відносяться головним чином до органічної хімії, яку він збагатив відкриттям нових сполук і нових загальних методів синтезу. У 1849 Вюрц, діючи їдким калієм на метиловий і етиловий ефіри ізоціанової і ізоціанурової кислот, отримав метиламін і етиламін — найпростіші представники ряду жирних амінів. У 1855 Вюрц запропонував загальний спосіб (пізніше названий ім'ям Вюрца) синтезу насичених вуглеводнів дією металевого натрію на алкілгалогенід. У 1856 Вюрц синтезував етиленгліколь — перший з двоатомних спиртів, або гліколів, у 1859 — етиленхлоргідрін і при обробці його їдким калі — окис етилену, який послужив Вюрцу вихідним продуктом для синтезу аміноспиртів, холіну (1867) і нейріну (1869). У 1867 Вюрц сплавом бензолсульфокислоти з їдким лугом отримав фенол (карболову кислоту). У 1872 Вюрц описав альдольну конденсацію. Вюрц був переконаним прихильником передових напрямків хімії свого часу — атомно-молекулярного вчення і теорії хімічної будови А. М. Бутлерова, поширенню яких сприяв. Він розумів величезне значення періодичного закону Д. І. Менделєєва і сприяв визнанню його за кордоном. Всі навчальні посібники та монографія Вюрца свого часу широко використовувались.